# Kościół Najświętszej Maryi Panny Wspomożycielki Wiernych we Wrocławiu
Kościół Najświętszej Maryi Panny Wspomożycielki Wiernych – rzymskokatolicki kościół parafialny należący do dekanatu Wrocław Wschód archidiecezji wrocławskiej. Znajduje się na osiedlu Księże Małe.
Kamień węgielny pod budowę świątyni został położony w dniu 20 czerwca 1909 roku przez księdza Velkela z ramienia Rady Duchownych, po otrzymaniu zgody ministerialnej przez władze kościelne. Projekt budowy kościoła opiewał na sumę 56 tysięcy marek.
Świątynia została zaprojektowana przez miejskiego radcę budowlanego Hermanna von Carlowitza. Ufundowali ją hrabina Eleonore zu Stolberg – Stolberg oraz radca duchowny hrabia Leopold von Brühl. Budowa okazałego kościoła w stylu neoromańskiej bazyliki, pod wezwaniem Matki Boskiej Wspomożenia Wiernych (w języku niemieckim: Katholishe Kirche der Gottesmutter, der Hilfe der Christen, czyli w tłumaczeniu na język polski Matki Bożej Pomocy Chrześcijan), której malowidło było umieszczone na ścianie absydy w ołtarzu głównym, została ukończona bardzo szybko, bo już w sierpniu tego samego roku został zawieszony na wieży świątyni dzwon. W dniu 2 stycznia 1910 roku nowy kościół został poświęcony przez księdza kanonika Franza Dannhauera. 
Obecna świątynia nosząca wezwanie Najświętszej Maryi Panny Wspomożycielki Wiernych (do roku 2010 nosiła 
wezwanie Matki Boskiej Wspomożenia Wiernych) znajduje się na terenie typu parkowego, blisko terenów wodonośnych. Jest to budowla posiadająca monumentalną architekturę pochodzącą z końcowego okresu historyzmu. Świątynia posiada formę bazyliki wczesnoromańskiej. Od strony wschodniej zwieńczony jest półokrągłą absydą, od strony zachodniej wysuniętym przedsionkiem ozdobionym głównym portalem wejściowym i mieszczącym chór muzyczny. Z lewej i prawej strony przedsionka, na osi naw bocznych, jest umieszczony jednoprzęsłowy podcień podparty kolumną neoromańską (od strony południowej) oraz wysoka wieża (od strony północnej) o wysokości około 26 metrów, nakryta ostrołukowym dachem hełmowym pokrytym blachą (oryginalnie była to dachówka). Nad portalem, którym przechodzi się do wieży, z tyłu świątyni, jest umieszczona wyryta w piaskowcu data budowy „ANNO 1909”. 
W obecnym wyposażeniu wnętrza świątyni należy zwrócić uwagę na obraz Patronki świątyni, znajdujący się w ołtarzu głównym, przedstawiający Matkę Bożą Wspomożenia Wiernych (wizerunek Santa Maria Maggiore). Ten obraz namalowany w XVIII wieku został przywieziony z Jazłowca koło Buczacza, gdzie był używany jako feretron w procesjach. W latach 70. XX wieku podczas urzędowania księdza proboszcza Wincentego Nowosielskiego, dzięki decyzji księdza biskupa Wincentego Urbana, został umieszczony w świątyni na Księżu Małym, w związku z ówczesną przebudową ołtarza głównego. Został usunięty wtedy kamienny baldachim nad tabernakulum oraz balustrada odgradzająca prezbiterium od nawy głównej (wcześniej została zlikwidowana kuta dwuprzęsłowa krata umieszczona w wejściu na ołtarz). W tym czasie została zamalowana także niemiecka jeszcze polichromia, umieszczona na ścianach nawy głównej i naw bocznych (były to dyskretne motywy linearne o tematyce geometrycznej i roślinnej) oraz monumentalne malowidło przedstawiające patronkę świątyni, umieszczone w prezbiterium, (nowy wystrój świątyni został poświęcony w dniu 2 lutego 1974 roku przez biskupa Wincentego Urbana). Malowidło ścienne zostało zrekonstruowane podczas prac renowacyjnych w 2009 roku. W odnawianej świątyni, z okazji setnej rocznicy jej budowy (2009 – 2010), należy także zwrócić uwagę na kamienny ołtarz główny razem z tabernakulum, którego drzwiczki są wykonane z rzadko spotykanego drewna różanego, jak i neoromańską chrzcielnicę oraz ambonę z płaskorzeźbami.